# فيليكس هاوسدورف
فيليكس هاوسدورف (بالألمانية: Felix Hausdorff)‏؛ (8 نوفمبر 1868 - 26 يناير 1942). رياضياتي ألماني اعتبر أحد مؤسسي علم الطوبولوجيا الحديث كما ساهم بشكل كبير في نظرية المجموعات ونظرية المجموعات الوصفية ونظرية القياس والتحليل العقدي والتحليل الدالي.
درس هاوسدورف بجامعة لايبزج، وحصل على درجة الدكتوراه سنة 1891، ثم عمل بتدريس الرياضيات في لايبزغ حتى سنة 1910، حيث انتقل إلى جامعة بون ليعمل أستاذاً للرياضيات بها. عمل أستاذاً بجامعة غرايفسفالت بين عامي 1913 و1921 ثم عاد إلى جامعة بون. وعندما وصل النازيون إلى السلطة، اعتقد هاوسدورف ـ الذي كان يهودياً ـ أن منصبه الأكاديمي المرموق سوف يحميه من الاضطهاد، غير أنه طرد من الجامعة سنة 1935، ومنع من نشر أبحاثه في ألمانيا، ولكن ذلك لم يمنعه من عمل الأبحاث في الرياضيات ونشرها في دورية «الأسس الرياضية» البولندية (باللغة اللاتينية: ). وبعد هجمات ليل البلور سنة 1938 وتصاعد اضطهاد اليهود في ألمانيا، زادت عزلة هاوسدورف، فكتب إلى عالم الرياضيات المجري جورج بوليا طالباً مساعدته في الحصول على زمالة بحثية في الولايات المتحدة، غير أن طلبه هذا راح هباء. وفي سنة 1942 أدرك هاوسدورف أنه ذاهب إلى معسكرات الاعتقال النازية لا محالة، فانتحر هو وزوجته تشارلوته غولدشميت هاوسدورف وشقيقتها إديث غولدشميت بابنهايم يوم 26 يناير 1942، ودفن ثلاثتهم في بون.

## روابط خارجية
- فيليكس هاوسدورف على موقع ميوزك برينز (الإنجليزية)